# هاردهوم
«هاردهوم» (انگلیسی: Hardhome) قسمت هشتم از فصل پنجمِ مجموعهٔ تلویزیونیِ خیال‌پردازانهٔ بازی تاج‌وتخت و قسمت ۴۸ از کلِ این سریال است.
فیلم‌نامه‌نویس‌های این قسمت دیوید بنیاف و دی. بی. وایس، و کارگردان آن میگل سپاچنیک است.
این قسمت از سریال در ۳۱ مه ۲۰۱۵ منتشر شد و تنها حضورِ بریگیته هیورت سورنسن در این مجموعه است.